# Zamek w Gorzkowicach
Zamek w Gorzkowicach – zamek nowożytny typu palazzo in fortezza, zlokalizowany w miejscowości Gorzkowice w gm. Gorzkowice w województwie łódzkim. Zachowany w stanie szczątkowym (nasyp ziemny).

## Opis
Na skraju wsi wznosi się ziemny nasyp w formie graniastosłupa z prostokątną podstawą o wymiarach 95 x 125 m, którego górne plateau o wymiarach 65 na 75 m jest wyniesione 4,5 m nad poziom otaczającej nasyp fosy. Stromizna stoku nasypu sięga 65°. Plateau oflankowane jest wydłużonymi nasypami o wymiarach 10 na 30 m stanowiącymi jej przedłużenie ku północy. W wyniku badań terenowych nasyp został rozpoznany jako pozostałość nieukończonego czterobastionowego założenia otoczonego fosą z kamiennym budynkiem o wymiarach 12,5 na 27 metrów w kurtynie bramnej.
Obiekt ten określany był w starszej literaturze jako nasyp – pozostałość po nowożytnej fortalicji i jako fortalicja ziemna został wpisany do rejestru zabytków w 1967 roku.
Obiekt w Gorzkowicach to jedyne tego typu założenie na obszarze Polski centralnej, podobny zrealizowano w mniejszej skali w Białej koło Wielunia.

## Historia
Założenie to jest pozbawione bezpośrednich przekazów źródłowych. Badania archeologiczne przeprowadzone w 1993 roku wykazały, że obiekt nigdy nie został ukończony, a prace przerwano około połowy XVII wieku, co mogło mieć związek z wydarzeniami potopu szwedzkiego. W pierwszej połowie XVII wieku dzisiejszy nasyp został uformowany i otoczony przeszkodą wodną. W północnej części pomiędzy wydłużonymi nasypami wzniesiono lub rozpoczęto wznosić kamienny budynek na rzucie prostokąta o wymiarach 12,5–13 na 27 m i grubości ścian 1,5-1,7 m. Był to dwutraktowy budynek posiadający po 4 izby na każdym trakcie, pełniący funkcję budynku bramnego fortalicji. Boczne ziemne nasypy znajdujące się od strony ścian szczytowych budynku prawdopodobnie miały pierwotnie formę bastionów. Badania terenowe nie wykazały śladów intensywnego użytkowania obiektu, co wskazuje na fakt, że obiekt nigdy nie został ukończony ani zamieszkany.
Zdaniem badaczy obiekt wznosili prawdopodobnie Koniecpolscy w II ćwierci XVII wieku. Potencjalnym fundatorem warowni mógł być rotmistrz królewski Jan Koniecpolski, który w latach 1638–1645 był kasztelanem sieradzkim, a w latach 1645–1660 wojewodą sieradzkim. Na tym terenie działał także hetman Stanisław Koniecpolski, który w latach 1606–1628 był starostą wieluńskim.
Wśród licznych właścicieli znajdowali się Kurozwęccy (koniec XV wieku), Myszkowscy herbu Jastrzębiec, Łascy, Koniecpolscy (początek XVII wieku), Walewscy i Zarębowie.
W 2007 roku rozpoczęto prace nad przygotowaniem projektu zagospodarowania Kopca. Dzięki pracom interwencyjnym i społecznym udało się odsłonić obiekt z porastającej go roślinności. W 2009 roku gmina Gorzkowice pozyskała środki w ramach Programu Rozwoju Obszarów Wiejskich na zadanie pt. Budowa kompleksu rekreacyjno sportowego „Kopiec”. Pierwotny projekt zakładający budowę amfiteatru w formie twierdzy został odrzucony przez Wojewódzkiego Konserwatora Zabytków, gdyż stanowiłby zbyt głęboką ingerencję w strukturę budowli. Powstał kolejny projekt z estradą dostosowaną dla dzieci i osób niepełnosprawnych.
Kopiec oddano do użytku w czerwcu 2011 roku. Kompleks „Kopiec” w Gorzkowicach znalazł się w czwórce nagrodzonych przez łódzki oddział Towarzystwa Urbanistów Polskich w VIII edycji konkursu na najlepiej zagospodarowaną przestrzeń publiczną w województwie łódzkim.

## Legenda
Z zamkiem związana jest miejscowa legenda dotycząca jednej z właścicielek zamku z rodu Sadowskich. Wdowa nie chciała wyjść za mąż za swojego byłego narzeczonego, który w czasie potopu szwedzkiego zhańbił się współpracą ze Szwedami. Zmuszona została do obrony swojego zamku. Wobec przewagi nieprzyjaciela musiała otworzyć bramy, a następnie wysadziła zamek prochem.